# Тейя (гипотетическая планета)

Тейя сформировалась в точке Лагранжа L4, затем перешла на хаотическую орбиту, приблизилась к Земле и столкнулась с ней. Одна «петля» орбиты занимает один год. Земля показана неподвижной (вращающаяся система отсчёта)

Те́йя — гипотетическая планета, столкновение которой с Землёй привело к образованию Луны, согласно теории гигантского столкновения (см. Происхождение Луны). Названа в честь Тейи (греч. Θεία) — одной из сестёр-титанид в древнегреческой мифологии, матери Гелиоса, Эос и Селены (богини Луны).
Согласно этой теории, Тейя образовалась 4,6 млрд лет назад, как и другие планеты Солнечной системы, и имела сходный с Марсом размер. Около 4,5 млрд лет назад она по касательной столкнулась с Землёй, после чего ядра планет слились, а фрагменты их силикатных мантий были выброшены в космос, где из них сформировалась Луна.

## Альтернативная гипотеза
В результате компьютерного моделирования столкновения Тейи с Землёй в Центре изучения космоса и его обитаемости в Берне (англ. Center for Space and Habitability) было сделано предположение, что Тейя была значительно больше Земли по размерам и после столкновения по касательной без значительных потерь своего вещества продолжила движение. Луна образовалась из частей Земли, выброшенных на орбиту в результате столкновения.